# Roland Book
Roland Alexander Book, född 18 februari 1911 i Stockholm, död 2 september 1980, var en svensk konstnär. Han var verksam under pseudonymen rod book.
Book var son till fabriksarbetaren Hans Book och Sigrid Pihl och från 1937 gift med Astrid Arvida Carlsson. Book var som konstnär autodidakt och bedrev konststudier under en resa till Danmark 1948. Separat ställde han ut i Piteå, Eskilstuna och på gallerierna Louis Hahnes och Lilla Galleriet i Stockholm. Hans konst går i den naivistiska riktningen med stads- och landskapsmotiv från Mollösund och Orust.